# DsRed
 (janvier 2022).
Si vous disposez d'ouvrages ou d'articles de référence ou si vous connaissez des sites web de qualité traitant du thème abordé ici, merci de compléter l'article en donnant les références utiles à sa vérifiabilité et en les liant à la section « Notes et références ».
La DsRed est une protéine tétramérique ayant la propriété d'émettre une fluorescence de couleur rouge. Issue d'un corail (Discosoma), cette protéine est intrinsèquement fluorescente. Son gène peut être fusionné in-vitro au gène d'une protéine que l'on souhaite étudier. Le gène recombinant est ensuite réintroduit dans des cellules ou un embryon, qui va alors synthétiser la protéine de fusion, alors fluorescente. On pourra alors l'observer à l'aide d'un microscope à fluorescence, par exemple. Cette méthode permet d'étudier les protéines dans leur environnement naturel : la cellule vivante.
La DsRed, un maximum d'excitation à 558 nm (lumière verte). La longueur d'onde d'émission maximale est à 583 nm. L'un de ses défauts rédhibitoires est la lenteur de maturation de la protéine car l'une des formes intermédiaires possède une fluorescence verte similaire à celle de la protéine fluorescente verte (GFP).
Il existe maintenant différents variants de la DsRed qui ont été obtenus en modifiant celle-ci par ingénierie génétique. Ces étapes de mutation ont permis d'obtenir des formes dimériques, monomériques, d'augmenter la brillance ou de changer la gamme de longueur d'onde concernées par les spectres d'excitation et d'émission.
Variants obtenus par mutagenèse :
- dimer2 : variant dimérique
- mRFP1 : variant monomérique[1], maturation lente

- dTomato : variant dimérique
- tdTomato : variant tétramérique
- mOrange : variant monomérique, fluorescence orange
- mBanana : variant monomérique, fluorescence orange
- mHoneydew : variant monomérique, fluorescence verte-orange
- mStrawberry : variant monomérique, fluorescence rouge entre DsRed et mRFP.
- mCherry : variant monomérique, fluorescence similaire à mRFP avec une maturation plus rapide et une meilleure stabilité.